# Cayetano De Lella
Cayetano Ángel De Lella (Ramos Mejía, 27 de abril de 1941) es un pedagogo y educador argentino con una amplia trayectoria en formación de profesores universitarios, educación de adultos y educación popular. Fue Coordinador General de la Dirección Nacional de Educación del Adulto (DINEA). Se ha desempeñado como asesor en el Ministerio de Cultura y Educación de la Nación, la Cámara de Diputados de la Nación y la Dirección General de Cultura y Educación de la Provincia de Buenos Aires. Además fue fundador del Instituto de Estudios y Acción Social (IDEAS) y uno de los miembros fundadores de la Universidad Nacional de General Sarmiento.
Ha recibido numerosos premios y reconocimientos por su carrera, entre los que destacan el título de doctor honoris causa de la Universidad Nacional de la Matanza, el nombramiento como Profesor Honorario de la Universidad Nacional de la Patagonia San Juan Bosco, el homenaje de la Cámara de Senadores de la Provincia de Buenos Aires, el Premio a la Trayectoria otorgado por la Fundación CREAR  y varias menciones honoríficas otorgadas por la Universidad Autónoma de México y la Universidad del Salvador.

## Educación
De Lella es Maestro Normal Nacional, egresado de la Escuela Normal de Profesores "Mariano Acosta" (1956). En su juventud, ingresó a la Compañía de Jesús. Estudió en la Universidad del Salvador, donde recibió los títulos de Profesor en Filosofía (1968), Profesor en Psicología (1969) y Licenciado en Psicología (1971), todos ellos con diploma de honor.
En 1981 obtuvo el título de Doctor en Estudios Latinoamericanos (Ciencias Políticas y Sociales), con mención honorífica, en la Universidad Nacional Autónoma de México, y en 1990 el título de Doctor en Filosofía y Ciencias de la Educación, en la Universidad Nacional de Educación a Distancia, Madrid, España.

## Carrera

### Inicios
A finales de la década de 1960 comenzó a desempeñarse como docente e investigador en importantes instituciones argentinas como la Universidad de Morón y la Universidad del Salvador. Desde 1973 ejerció como Coordinador General de la Dirección Nacional de Educación del Adulto (DINEA) del Ministerio de Cultura y Educación de la Nación, donde se encargó de planificar, dirigir, supervisar y coordinar actividades de las unidades educativas para adultos de jurisdicción nacional. En este marco, formó pare de la Campaña de Reactivación Eduacativa de Adultos para la Reconstrucción (CREAR), campaña de alfabetización de adultos que se llevó a cabo bajo la coordinación de Jorge Cavodeassi.  

### Trayectoria en México
En 1976 se vio obligado a exiliarse en México debido a la persecución de la dictadura militar de Jorge Rafael Videla. Trabajó en la Universidad Nacional Autónoma de México como Profesor-Investigador Titular, dejando una fuerte impronta en la Formación de Profesores Universitarios. En el ámbito del Centro de Investigaciones y Servicios Educativos (CISE) fue Coordinador General y asesor académico de becarios de tiempo completo en dos Programas de Formación de Recursos Humanos para la Docencia Universitaria y la Investigación Educativa. Con el objetivo de seleccionar especialistas reconocidos internacionalmente para ejercer como profesores en dichos Programas, se desempeñó como comisionado por la UNAM ante diversas instituciones y universidades europeas, como el Institute National de Recherches Pedagogiques, incorporando destacados especialistas en currículum, planeamiento, programación y evaluación.
Desplegó además una labor editorial en el ámbito educativo. Se destaca su labor como coordinador general y editor de "Los desafíos de la Educación", en la Revista Mexicana de Sociología, y como director de la Colección "Problemas Educativos" de la Editorial Nuevomar, en la que realizó dictámenes, revisiones críticas, reseñas, presentaciones y coordinación de paneles en cada uno de los títulos editados.

### Regreso a la Argentina
En 1986, al regresar a la Argentina, fundó el Instituto de Estudios y Acción Social (IDEAS), siendo responsable de su conducción global hasta la actualidad. El objetivo principal de IDEAS es realizar proyectos de educación en distintas disciplinas y lograr la formación de líderes sociales y educativos, a partir de la utilización de metodologías centradas en el análisis crítico grupal de la propia práctica social. En este marco constituyó redes nacionales y latinoamericanas con numerosos y destacados proyectos de formación de agentes en diversas zonas del país.
Se integró a la Universidad Nacional de la Patagonia San Juan Bosco con su equipo, realizando diseños curriculares de Posgrados en el campo de la formación de profesores universitarios para el ejercicio de la docencia. Ahí creó la primera Especialización y Maestría de Docencia Universitaria en el país. El Consejo Superior de dicha universidad le otorgó el reconocimiento de Profesor Honorario. 
Fue parte del equipó fundador de la Universidad Nacional de General Sarmiento, donde trabajó como Investigador-Docente Titular, participando en el diseño científico-académico, en las comisiones que realizaron los relevamientos, diagnósticos y estrategias pedagógicas. Ha sido y es asesor de los Rectores de dicha Universidad. Ha desarrollado la evaluación del desempeño del personal docente, así como la conducción de las acciones de capacitación de Directivos y Docentes del sistema educativo de la zona de influencia.
En 1993 empezó a desempeñarse como asesor en el Ministerio de Cultura y Educación de la Nación y dos años después se convirtió en asesor del secretario de Políticas Universitarias. Desde 1997 fue asesor de Adriana Puiggrós en la Cámara de Diputados de la Nación en los periodos 1997-2001, 2007-2011 y 2011-2015 en distintas Comisiones: Educación, Ciencia y Técnica y Discapacidad.
Es referente de la Red Interuniversitaria de Discapacidad (RID), perteneciente al Consejo Interuniversitario Nacional (CIN), donde participan más de 45 Universidades Nacionales de la República Argentina. Desde dicha red, fue impulsor y gestor de la articulación con la Secretaría de Políticas Universitarias del Ministerio de Cultura y Educación de la Nación, en pos de la implementación de políticas educativas de accesibilidad física, comunicacional y académica, siendo un avance histórico para los Derechos Humanos de las personas con discapacidad en la Argentina.
En el Centro Internacional de Estudios Políticos (CIEP) organiza el Seminario de Derechos Humanos y Discapacidad en el marco de la Maestría de Derechos Humanos y Democratización en América Latina y el Caribe, donde participan entre 15 y 20 países.
Asimismo, desplegó una importante labor editorial como director de diversas Colecciones, como la “Colección de Educación y Ciencias Sociales”, coedición de IDEAS, Aique Grupo Editor y Rei Argentina, y la “Colección Problemática Educativa”, coedición de IDEAS y Lugar Editorial. 
Ha realizado aportes en decenas de publicaciones en los ámbitos de su especialidad. También se ha desempeñado como ponente y coordinador en más de cincuenta congresos, seminarios, encuentros y simposios a nivel internacional.
Actualmente De Lella es presidente del Instituto de Estudios y Acción Social (IDEAS) y asesor de rectoría de la Universidad Nacional de General Sarmiento.

## Premios y reconocimientos
- 1968 - Diploma de Honor otorgado por la Facultad de Psicología de la Universidad del Salvador en el Profesorado de Enseñanza en Psicología.
- 1969 - Diploma de Honor otorgado por la Facultad de Psicología de la Universidad del Salvador en el Profesorado de Psicología.
- 1971 - Diploma de Honor otorgado por la Facultad de Psicología de la Universidad del Salvador en la Licenciatura en Psicología.
- 1981 - Medalla «Gabino Barreda» al mejor promedio de la promoción del Doctorado en Estudios Latinoamericanos, Ciencias Políticas y Sociales. UNAM.
- 1981 - Mención Honorífica por la calidad de la Tesis -y su defensa pública- del Doctorado en Estudios Latinoamericanos, Ciencias Políticas y Sociales. UNAM.
- 2008 - Profesor Honorario de la Universidad Nacional de la Patagonia San Juan Bosco.
- 2010 - Doctor honoris causa de la Universidad Nacional de la Matanza.
- 2015 - Homenaje de la Cámara de Senadores de la Provincia de Buenos Aires en reconocimiento a su trayectoria.[1]
- 2016 - Premio a la Trayectoria otorgado por la Fundación CREAR.[2]

## Publicaciones

### Ámbito universitario
- 1980 - La Técnica de los Grupos Operativos en del Personal Docente Universitario. Perfiles Educativos, N.º 2. México, 1978. También en Orientamenti Pedagogici. Rivista Internazionale di Scienza dell' Educazione. Anno XXVI, N.º 3, pp. 525-533. Roma, 1979. Asimismo hay traducción al francés, inglés, portugués por International study days for society overcoming domination, Nº121. París.
- 1983 - Programa de capacitación para la investigación educativa y la formación de profesores universitarios en Ciencias y Técnicas de Una apreciación evaluativa. Revista Latinoamericana de Estudios Educativos. Vol. XIII, N.º 1, pp. 131-153. México.
- 1983 - Il problema della riproduzione ideologica e della repetizione psichica nella concezione dei gruppi operativi. Centro Internazionale di Ricerca in Psicología Sociale e di gruppo. Bologna, Italia.
- 1989 - Grupos operativos en la formación de personal docente universitario y El Programa de Capacitación para Investigación Educativa y la Formación de Profesores Universitarios en Ciencias y Técnicas de la Educación. En Arredondo, M. y A. Díaz Barriga. Formación pedagógica de profesores universitarios. Teorías y experiencias en México. Universidad Nacional Autónoma de México- Asociación Nacional de Universidades e Institutos de Enseñanza Superior. México, pp. 43-52 y 76-95.
- 1994 - Formación docente e innovación educativa. Coedición Rei Argentina S.A. - Instituto de Estudios y Acción Social - Aique Grupo Editor S.A. Buenos Aires, 1994. 3.ª edición. Coautor principal y Coordinador de los diseños de Especialización en Docencia Universitaria, Maestría en Educación Superior y Seminario de Introducción a la Docencia Universitaria.
- 1995 - Competencias Cognitivas de los alumnos del penúltimo año de educación media. Síntesis publicada en Documentos de Trabajo 2. Universidad Nacional de General Sarmiento. San Miguel, Argentina.
- 1997 - Maestría en Docencia Universitaria. En Esquivel, J. E. (Coordinador). La Universidad, hoy y mañana. Perspectivas Latinoamericanas. ANUIES-UNAM. México.

### Otros ámbitos
- 1969 - Pautas de trabajo para grupos juveniles. Editorial Guadalupe. Buenos Aires, 270 pp. Coautor principal y coordinador general del equipo de colaboradores.
- 1970 - Estudio de factibilidad Económico-Social. Equipo PLANES. A cargo del área educacional. Gualeguaychú. Entre Ríos, Argentina.
- 1973 - Dirección del diseño y producción de siete materiales educativos, publicados por de Educación del Adulto, dependiente del Ministerio de Cultura y Educación de  Buenos Aires, 1973-1974. Coautor.
- 1975 - Coautor de los siguientes trabajos publicados en mimeo por el Centro de Educación de Adultos y Alfabetización Funcional para América Latina. (CREFAL): Programa Experimental de Educación Sexual para Adultos, La Educación Universitaria en México, La función de la mujer en el desarrollo cultural, Dificultades de la mujer adulta para su plena satisfacción sexual. Pátzcuaro (Michoacán), México.
- 1977 - Sistemas de Evaluación de Programas de Capacitación de Personal de la Educación Tecnológica. Investigación financiada por el Centro de Investigaciones para la Formación Tecnológica (CEDEFT), Organismo para Centroamérica y México del Programa Regional del Desarrollo Educativo de La Organización de los Estados Americanos (OEA). México, 1977-1978. Coordinador general y coautor.
- 1978 - Modelo de Evaluación de Eficiencia Interna. Investigación financiada por el Centro de Experimentación para el Desarrollo de la Formación Tecnológica (CEDEFT), Organismo para Centroamérica y México del Programa Regional del Desarrollo Educativo de La Organización de los Estados Americanos (OEA). Cuernavaca (Morelia), México. Coordinador general y coautor.
- 1980 - Apreciación sobre Programa Experimental Mundial de Alfabetización. En Investigaciones en Educación. Programa Indicativo de Investigación Educativa (PNIIE), CONACYT. México, pp. 121-126.
- 1980 - La U.P.I. en Puebla. Coedición CEE-CELADEC, México, Lima, 135 pp. Coautor. Existe traducción al inglés, francés y portugués de la Introducción y un abstract por International study days for a society overcoming domination. París, 1980. Coautor.
- 1982 - Actitudes y opiniones de los maestros ante los libros de texto de la Escuela Primaria para Niños. Informe final de la investigación realizada por convenio entre la Universidad Nacional Autónoma de México y la Secretaría de Educación Pública de México, publicado en la colección de Informes de Investigación de Informes de Investigación de la Oficina de Educación Iberoamericana. Madrid, 105 pp. Coordinador general y coautor.
- 1982 - Segregación y mitos de la Primaria Intensiva para Adultos. Informe final publicado: Estudios sobre Primaria Intensiva para Adultos. Investigación realizada por convenio interinstitucional entre la Universidad Nacional Autónoma de México y el Grupo de Estudios sobre el Financiamiento de la Educación (GEFE). SEP SHCP-SPP. México, pp. 4-130. Coordinador general y coautor.
- 1983 - Evaluación del Programa de Alfabetización por los Alfabetizadores. Informe final de la investigación homónima realizada en todos los estados de la República Mexicana (317 pp). Un avance se publicó en el Boletín del Centro Internacional de Investigación en Psicología Social y Grupal. N.º 3, pp. 34-73. Venecia, Italia. Ciertos resultados de esta investigación se publicaron en el artículo Messico: Problemi della Campagna Nazionale Alfabetizzazione. EDA: Educazione degli adulti. Volume III, Anno IV, pp. 55-79. Roma. También en el artículo El Programa Nacional de Alfabetización. Una apreciación crítica desde los alfabetizadores. Revista Mexicana de Sociología. Año XLVI. Vol. XLVI. N.º 1, pp. 39-63. México.
- 1984 - Cristianismo y liberación en América Latina. Nuevomar. México.[17]
- 1986 - Mitos na Educaçao de Adultos en Forum Educacional. Vol. 10, N.º 2, pp. 31-42. Río de Janeiro.
- 1987 - Los Libros de texto de  para Adultos. Principales intereses y opiniones de sus usuarios. Revista Latinoamericana de Estudios Educativos. Volumen XV, N.º 3, pp. 83-107. México. Otra versión se publicó en Os livro Texto do primário intensivo para adultos: principais interesses e opinióes de seus usuários. Cadernos da pesquisa. N.º 61, pp. 20–41. Sao Paulo.
- 1988 - Principales intereses de los adultos de la Primaria Intensiva. Análisis de sus opiniones y actitudes ante los libros de texto. Universidad Nacional Autónoma de México. México, 92 pp.
- 1988 - La capacitación de los agentes de educación de adultos. Revista Interamericana de Educación de Adultos. OEA - CREFAL. Volumen 11, número 2, pp. 11-30. Pátzcuaro (Michoacán), México. Esta síntesis de la investigación homónima también fue seleccionada para integrar el volumen Mingo, A. y Schmelker, S. Lectura sobre Educación de Adultos en América Latina. Centro de Estudios sobre la Universidad Nacional Autónoma de México. México D.F., 1992.
- 1989 - Congreso Pedagógico Nacional. Evaluación y Perspectivas. Editorial Sudamericana- Instituto de Estudios y Acción Social. Buenos Aires, 301 pp. Compilador.
- 1992 - La capacitación de los agentes de educación de adultos. Lecturas sobre Educación de Adultos en América Latina. Antología. Centro de Estudios sobre la Universidad (CESU), UNAM. México D.F.
- 1994 - Chiapas: Entre la tormenta y la profecía. Lugar Editorial. México.[18]
- 1994 - La educación de Adultos en Argentina. Estado de situación de las Jurisdicciones. Proyecto de Cooperación para el Fortalecimiento Institucional y el Mejoramiento de la Planificación y Gestión del Desarrollo Educativo Regional. PREDE - OEA. Buenos Aires. Coordinador de la investigación.
- 1995 - Concentración económica y pauperización. Las consecuencias del ajuste estructural. Revista Temas de Pastoral Obrera, Año VII, N.º 28. Buenos Aires.
- 1996 - Situación de la educación de jóvenes y adultos. Políticas educativas, organismos internacionales y sociedad civil. Revista Temas de Pastoral Obrera, Año VII, N.º 34. Buenos Aires.
- 1996 - La Transformación Curricular en la Formación Docente. En Osorio, J. y José Rivero (Coordinadores). Nuevos desarrollos curriculares de  con jóvenes y adultos de América Latina. UNESCO (OREALC) - CEAAL. Santiago de Chile. Otra versión se publicó en Revista Latinoamericana de Estudios Educativos. Vol. XXVI, N.º 2. México, 1996.
- 1997 - ¿Nuevas Relaciones entre actores de Organizaciones Civiles y de Agencias Gubernamentales en la Formulación de Políticas de Educación de Adultos?. En Valenzuela y Gómez Gallardo, M. (Coordinadora). Retos y Perspectivas de la educación de Adultos. Universidad Pedagógica Nacional. México D.F.
- Director y coeditor de la Colección de Educación y Ciencias Sociales. Coedición Rei Argentina, S.A. - Instituto de Estudios y Acción Social - Aique Grupo Editor S.A. Buenos Aires. Catorce obras publicadas.
- Director y coeditor de la Colección Problemática Educativa. Coedición Lugar Editorial - Instituto de Estudios y Acción Social. Buenos Aires. Seis obras publicadas.